# Jacques Savoye
Jacques Savoye (ur. 12 listopada 1905 roku, zm. 17 marca 1998 roku) – francuski kierowca wyścigowy.

## Kariera
W wyścigach samochodowych Savoye startował w wyścigach zaliczanych do klasyfikacji Mistrzostw Świata Samochodów Sportowych, a także w wyścigach Grand Prix. W latach 1935, 1937-1939, 1949-1950, 1952, 1954-1955 Francuz pojawiał się w stawce 24-godzinnego wyścigu Le Mans. W pierwszym sezonie startów uplasował się na ósmej pozycji w klasie 1.1, a w klasyfikacji generalnej był 23. Trzy lata później odniósł zwycięstwo w klasie 1.1, plasując się na ósmym miejscu w klasyfikacji generalnej. W kolejnych latach nie dojeżdżał do mety.